# Dagoberto Dulcídio Pereira
Dagoberto Dulcídio Pereira (Curitiba, 3 de setembro de 1890 — Curitiba, 17 de dezembro de 1988) foi um integrante da Polícia Militar do Paraná que participou do Conflito do Contestado, Revolta de 1924, Revoluções de 1930 e 1932, e que também participou da política e administração do Estado e da corporação.

## Biografia
Dagoberto era filho do coronel Cândido Dulcídio Pereira, comandante-geral da PMPR morto no Cerco da Lapa, em 1894. Em 28 de maio de 1913, ingressou no Corpo de Bombeiros do Paraná com a graduação de 1° Sargento Arquivista, função que já exercia no Exército Brasileiro. Em 7 de julho de 1914 foi transferido para o Esquadrão de Cavalaria do Regimento de Segurança, então denominação da Polícia Militar do Paraná.

### Carreira militar
- Alferes em 21 de novembro de 1913.
- 2° Tenente (nova designação para o posto de alferes) em 5 de abril de 1916.

Durante a Revolta de 1924, foi temporariamente comissionado como 1° Tenente, retornando ao antigo posto ao final do conflito.
- 1° Tenente em 20 de março de 1928.
- Capitão em 17 de janeiro de 1929.
- Major em 12 de setembro de 1931.
- Tenente-coronel em 7 de dezembro de 1937.
- Coronel em 1939.

Em 23 de maio de 1939, solicitou e obteve sua reforma militar, mas acabou reconvocado para o serviço ativo por diversas vezes.

### Operações militares
- Campanha do Contestado:

Em 05 de setembro de 1914 foi mobilizado para a Região do Contestado como comandante de um pelotão de cavalaria, onde no dia 07 de setembro entrou em combate em Itaiópolis, e no dia 12 de setembro em Papanduva.
Em Papanduva, mesmo após ter sido ordenada a retirada, com quatro soldados, realizou um reconhecimento onde encontrou um soldado ferido, resgatando-o, o soldado acabou falecendo no dia seguinte devido a gravidade dos ferimentos.
- Revolta de 1924:

Com a mobilização da Força Militar do Estado o Tenente Dagoberto Dulcídio recebeu a missão de auxiliar na organização de um Regimento Provisório de Cavalaria para o Exército; o qual recebeu a denominação de Regimento Dilermando de Assis, assumindo o comando de um de seus batalhões.

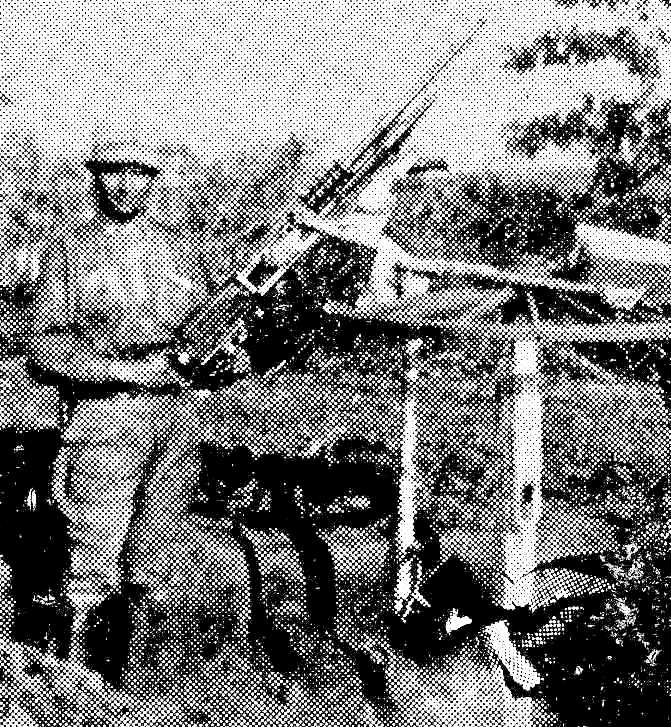
Combatente da PMPR com suporte improvisado para defesa anti-aérea, Guapiara, agosto de 1932

Em 10 de agosto, com a retirada dos amotinados de São Paulo para o Mato Grosso, seguiu com um esquadrão de cavalaria para o noroeste do Estado do Paraná; entrando em combate ainda no Rio Paranapanema, a bordo das lanchas de transporte Roseira e Dourados.
Em 31 de agosto travou um combate de cinco horas contra efetivos numericamente superiores no Porto de São José, Marilena; retirando-se apenas após o esgotamento de suas munições.
No dia 12 de setembro, deslocou-se para Foz do Iguaçu devido a ampla superioridade numérica dos revoltosos; mas não sem antes destruir as ligações ferroviárias e retirar as embarcações que pudessem ser utilizadas por seus oponentes.
Devido se encontrar cercado pelo inimigo seguiu para a Argentina, através de Posadas e Paso de los Libres, retornando ao Brasil por Uruguaiana e seguindo para Bagé, Rio Grande, Florianópolis, até Ponta Grossa; onde apresentou-se ao General Cândido Rondon, comandante das operações.
- Revolução de 1930:

Participou da sublevação do Estado e da mobilização em direção às divisas com o Estado de São Paulo.
- Revolução de 1932:

Apesar de se encontrar em tratamento de saúde apresentou-se ao Comandante-Geral da PMPR (Coronel Ayrton Plaisant) e no posto de Major assumiu o comando do 1° Batalhão de Infantaria, travando combate em Capela da Ribeira em 21 de julho e Guapiara em 03 de agosto acampando no lugar denominado Capinzal, onde permaneceu frente a frente com o inimigo até o dia 21 de agosto, após, marchou para Pinheiros, onde chegou por volta da 01h da madrugada e dali seguiu até Cordeiros, prosseguindo sua marcha, alcançou a Capela do Alto Caetano, localizado há 06 quilômetros além das posições de Cravos, em todos os lugares que combateu sempre deu provas de bravuras e patriotismo, sendo por isso elogiado pelo General Waldomiro de Lima, tornou-se, igualmente credor da consideração do Governo e das autoridades militares que dirigiam a ação repressiva contra o movimento revolucionário paulista.

### Principais cargos e funções
- 1915 - Ajudante de Ordens do Governador;
- 1915 - Delegado de Polícia de Ponta Grossa;
- 1915 - Delegado de Polícia de Rio Negro;
- 1917 - Secretário do Interior, Justiça e Instrução Pública;
- 1922 - Secretário do Ministro da Polônia, durante sua estadia em Curitiba
- 1930 - Prefeito de Campina Grande do Sul (de novembro de 1930 a março de 1931);
- 1932 - Comandante do 1° Batalhão de Infantaria;
- 1933 - Delegado de Polícia de Sertanópolis;
- 1933 - Delegado de Polícia de Antonina;
- 1934 - Prefeito de Rio Azul (de fevereiro a abril de 1934);
- 1937 - Chefe da Casa Militar da Governadoria;
- 1938 - Chefe de Polícia - cargo atualmente correspondente ao de Secretário de Segurança Pública do Estado;
- 1947 - Comandante-geral da Corporação (de 12 de março de 1947 a 17 de maio de 1948);[3]
- 1955 - Comandante-geral da Corporação (de 4 de maio de 1955 a 31 de janeiro de 1956);[4]
- 1955 - Diretor do Curso de Equitação.

### Benfeitorias sob seu comando
- 1948 - Reativação do Centro de Preparação Militar,[nota 1] atual Academia Policial Militar do Guatupê.
- 1949[nota 2] - Construção do segundo pavimento para sede administrativa do 1° Batalhão de Infantaria, atualmente ocupado pela Diretoria de Apoio Logístico, Diretoria de Ensino e Diretoria de Finanças.
- Primeira pavimentação do pátio do Quartel do Comando Geral (QCG).
- Reconstrução do edifício da sede da Banda de Música (recentemente demolido).

### Condecorações
- Medalha de Mérito
- Medalha Campanha de 1930
- Medalha Militar
- Medalha Marechal Caetano de Faria
- Medalha Marechal Hermes
- Medalha de Prata

## Picadeiro
Coube ao Tenente Dagoberto Dulcídio em 1921, a criação do primeiro picadeiro (pista de adestramento e equitação) do Esquadrão de Cavalaria.[carece de fontes?] Sendo nesse mesmo ano realizado o 1° Campeonato de Cavalaria das Armas na corporação.
Em 1966, a polícia montada foi transferida para o Bairro Tarumã, nas proximidades do Jockey Club do Paraná, e o picadeiro foi demolido em 1971; passando o local a ser usado como garagem de viaturas.

## Medalha de Mérito do Ensino Policial Militar
Em 2009 foi instituída a Medalha de Mérito do Ensino Policial Militar pela Academia Policial Militar do Guatupê, destinada a homenagear militares, civis, professores e ex-alunos que prestaram relevantes serviços ou significativo apoio à área de ensino e instrução na PMPR; a qual recebeu como homenagem a denominação de Coronel Dagoberto Dulcídio Pereira.